# Vasile Vasilescu
Vasile Vasilescu (n. 1 ianuarie 1925, Oești, Argeș, d. 2 februarie 1994, București) a fost un medic român, profesor universitar doctor docent de biofizică la Institutul  de Medicină și Farmacie Carol Davila din București

## Studii și carieră didactică
A urmat cursurile primare în comuna natală și apoi cele liceale la Liceul Teoretic din Pitești (1938-1946). Studiile universitare, multidisciplinare, le-a desfășurat la Universitatea Babeș-Bolyai din Cluj, anume: Facultatea de Pedagogie și Psihologie (1946-1951), Facultatea de Medicină (1946-1951) și Facultatea de Fizică (1957-1962). A obținut în anul 1959 titlul de doctor în științe medicale, pentru teza intitulată “Contribuțiuni la studiul mecanismelor neuro-umorale de reglare a funcțiilor”, realizată sub conducerea științifică a reputatului academician Grigore Benetato, al cărui discipol a fost.
S-a dedicat de timpuriu activităților didactică și de cercetare științifică, parcurgând  între anii 1949-1969 toate treptele devenirii academice universitare, încununate de titlul de Profesor de Biofizică la Institutul de Medicină și Farmacie (IMF) din București. A fost Director adjunct al Institutului de Fiziologie Normală și Patologică al Academiei Române (1958-1962), șeful Catedrei de Biofizică și Biochimie al IMF (1976-1990), prorector al IMF (1961-1964), fondatorul și șef al Laboratorului de Biofizică din București. A obținut în 1968 titlul de doctor docent, sub președinția academicianului Ștefan-Marius Milcu, iar în 1969 pe cel de medic primar gradul 1.
Membru al Academiei de Științe New York.
Vasile Vasilescu a întreprins cercetări stiintifice asupra regenerării hepatice, a mecanismelor biofizice ale recepției și transmiterii informației în sistemul nervos, a interacțiunii dintre sistemele celulare și anumite medicamente, ale efectului deuteriului asupra unor biosisteme ș.a. Vasile Vasilescu a fost autor de manuale și cărți de referință în domeniu.

## Publicații
- Biofizică medicală, București : Editura Didactică și Pedagogică, 1977 (cu Ioana Aricescu; Traian Baran; Nicolae Bărbulescu)[nefuncțională – arhivă]
- Introducere în neurobiofizică, Editura Științifică și Enciclopedică (cu D.G. Mărgineanu, 1979),
- Introduction to Neurobiophysics, Aabcus Press (cu D.G. Mărgineanu, 1982),
- Ultrasunetele în medicină și biologie, Editura Medicală (cu I.Iosif Nagy, 1984),
- Water and Ions in Biological Systems, Plenum Press, (cu Alberte Pullman, Lester Packer: 1985).